# Linha B do RER
A Linha B do RER é uma das cinco linhas do RER - Rede Expressa Regional que serve a Paris, França.
A linha vai do Aeroporto Internacional Charles de Gaulle (B3) e Mitry-Claye (B5) a Robinson (B2) e Saint-Rémy-lès-Chevreuse (B4).

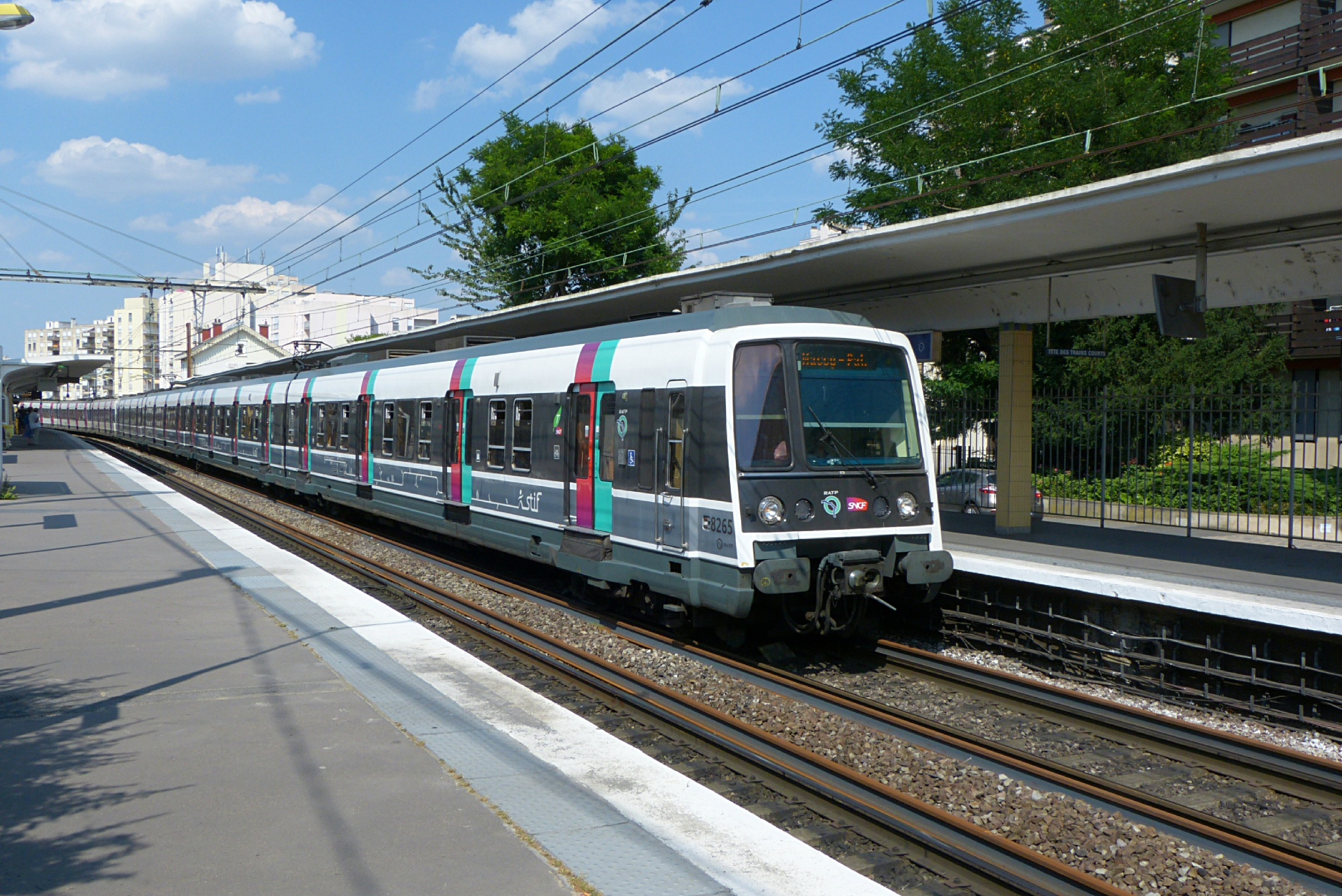
Um trem MI 79 renovado na Bourg-la-Reine.

## História
A Linha B foi inaugurada em 09 de dezembro de 1977. Surgiu a partir da Linha de Sceaux, fundada em 1846. A linha inicialmente interligava Paris a Sceaux, partindo da Estação de Denfert-Rochereau, depois a Robinson, Massy - Palaiseau e Limours, e a partir de 1939, Saint-Rémy-lès-Chevreuse.
Em 10 de dezembro de 1981, a linha B se estendeu para o norte até a Gare du Nord e integrou as linhas para Roissy - Aéroport Charles-de-Gaulle (anteriormente “Roissy-Rail”) e Mitry - Claye, por meio de uma plataforma de conexão sistemática de plataforma à plataforma na Gare du Nord.
Em 13 de novembro de 1994, a linha estendeu o ramal de Roissy para a Estação de Aéroport Charles-de-Gaulle 2 TGV; a estação de Roissy - Aéroport Charles-de-Gaulle passa a ser simplesmente Aéroport Charles-de-Gaulle 1.

## Percurso
A Linha possui dois ramais ao norte, para o Aeroporto Internacional Charles de Gaulle (B3) e Mitry-Claye (B5), e dois ramais ao sul, para Robinson (B2) e Saint-Rémy-lès-Chevreuse (B4).
A parte sul da linha (sul da Gare du Nord) é operada pela RATP, a parte norte pela SNCF. Os trens são de propriedade das duas empresas. Até dezembro de 2009, os controladores mudavam na Gare du Nord; controladores da RATP e SNCF agora operam todos os seus trens ao longo da linha. Os trens movem de uma rede para a outra nas estações é conhecida como a Interconexão. As dificuldades técnicas de interconexão incluem: o túnel compartilhado com a linha D entre Gare du Nord e Châtelet - Les Halles, e o fato de que enquanto a parte da SNCF usa corrente alternada de 25 kV, a parte da RATP utiliza 1500 V DC, obrigando a utilização de trens de dupla voltagem.

## Estações

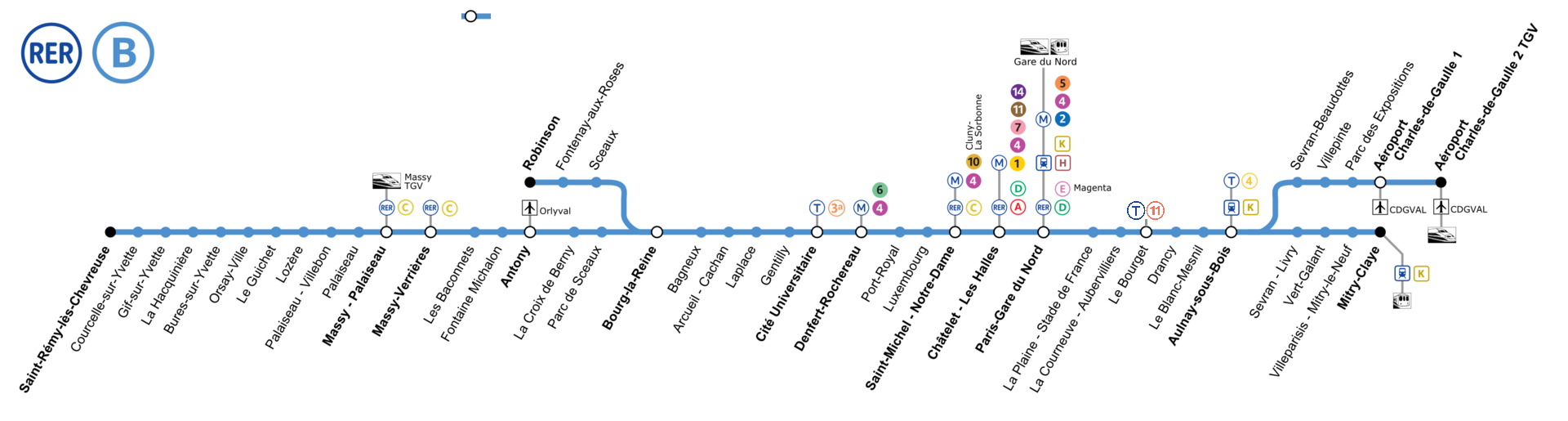
Plano da linha.

- Aéroport Charles-de-Gaulle 2 TGV
- Aéroport Charles-de-Gaulle 1
- Parc des Expositions
- Villepinte
- Sevran - Beaudottes
- Mitry-Claye
- Villeparisis - Mitry-le-Neuf
- Vert-Galant
- Sevran - Livry
- Aulnay-sous-Bois
- Le Blanc-Mesnil
- Drancy
- Le Bourget
- La Courneuve - Aubervilliers
- La Plaine - Stade de France
- Gare du Nord
- Châtelet - Les Halles
- Saint-Michel - Notre-Dame
- Luxembourg
- Port-Royal
- Denfert-Rochereau
- Cité Universitaire
- Gentilly
- Laplace
- Arcueil - Cachan
- Bagneux
- Bourg-la-Reine
- Sceaux
- Fontenay-aux-Roses
- Robinson
- Parc de Sceaux
- La Croix de Berny
- Antony
- Fontaine Michalon
- Les Baconnets
- Massy-Verrières
- Massy - Palaiseau
- Palaiseau
- Palaiseau - Villebon
- Lozère
- Le Guichet
- Orsay-Ville
- Bures-sur-Yvette
- La Hacquinière
- Gif-sur-Yvette
- Courcelle-sur-Yvette
- Saint-Rémy-lès-Chevreuse

## Expansão
Planeja-se estender a linha para Dammartin e separar a linha D da linha B com novos túneis no trecho entre Gare du Nord e Châtelet - Les Halles.